# Andrena pyropygia
Andrena pyropygia là một loài Hymenoptera trong họ Andrenidae. Loài này được Kriechbaumer mô tả khoa học năm 1873.